# Assentiz
Assentiz is een plaats (freguesia) in de Portugese gemeente Rio Maior en telt 550 inwoners (2001).